# Bad Kötzting
Bad Kötzting är en stad i Landkreis Cham i Regierungsbezirk Oberpfalz i förbundslandet Bayern i Tyskland.